# Automated Transfer Vehicle

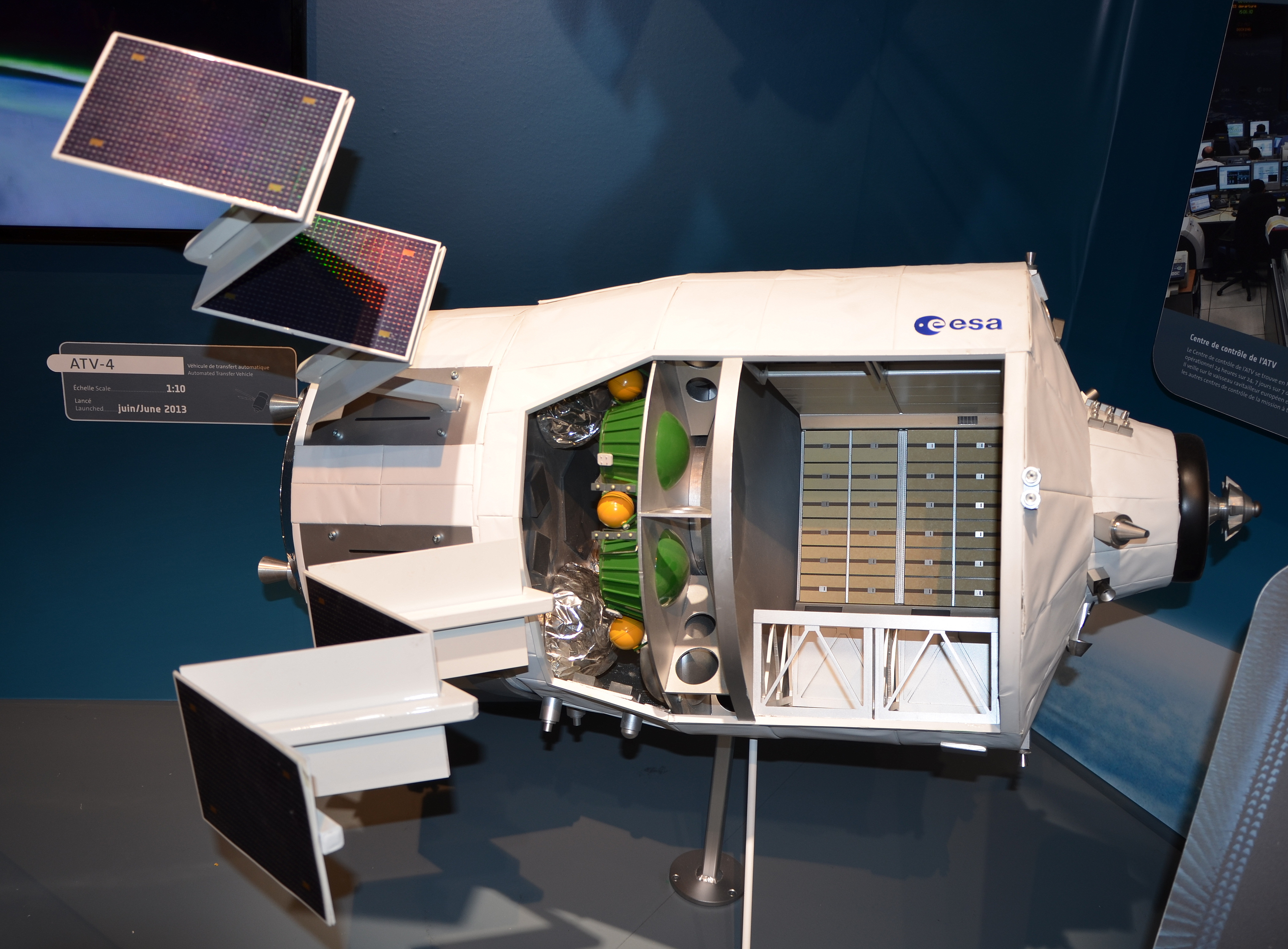
Modell av ATV i genomskärning

Automated Transfer Vehicle eller ATV var ett obemannat "lastskepp" till stor del konstruerat av europeiska företag för ESA som används för att transportera mat, vatten, syre, bränsle, utrustning och experiment till rymdstationen ISS.
ATV var Europas motsvarighet till Rysslands Progress och till Japans H-II Transfer Vehicle / (HTV).
Uppskjutningen av ATV skedde med en Ariane 5 ES ATV-raket från ESA:s rymdhamn Centre Spatial Guyanais i närheten av Kourou i Franska Guyana i Sydamerika. ESA hade beställt sex stycken ATV och planerade att genomföra en flygning per år. Endast fem flygningar genomfördes dock. Den första uppskjutningen genomfördes den 9 mars 2008 och den sista den 29 juli 2014. Inga fler flygningar i farkostens ursprungliga roll är planerade. Istället har ESA inriktat sig på att utveckla ATV till en servicemodul till NASAs Orion-farkost 

## Utveckling och förberedelser

### Design
ATV:n består av två delar, en främre trycksatt kabin och en bakre del som inte är trycksatt. I den främre delen finns all den torra lasten, i denna del kan besättningen på ISS arbeta utan rymddräkt. Den bakre delen kan jämföras med Apollos servicemodul, i denna del finns vid varje flygning bränsle för ATV:ns eget bruk och till ISS, här finns även vatten och två olika gaser (till exempel syre och kväve) till ISS, denna del är sluten och ej trycksatt.

### Tester
Den 22 november 2006 placerades ATV-001 i en vakuum- och värmekammare. Med en sådan kammare simulerar man rymdmiljö. Testerna pågick i 21 dagar och efter det ska alla data gås igenom, men de allra första preliminära rapporterna säger att testet gick bra.

### Tankning
Tankningen tar närmare en månad, det beror på att det skall lastas fyra olika bränslen som alla är farliga att hantera. Totalt skall man lasta 6,5 ton bränsle vilket är tre gånger mer än de största satelliter som ESA skjutit upp. Det som tar längst tid under tankningsprocessen är alla förberedelserna, bland annat måste ATV:ns alla elsystem stängas av för att inte vid orsaka brand vid ett eventuellt bränsleläckage, om elsystemet är avstängt en längre tid kan det ta skada och måste därför startas upp med jämna mellanrum.

### Framtida varianter av ATV
- Byta ut den trycksatta delen av farkosten mot en stor kapsel som klarar återinträdet i atmosfären, denna kapsel skulle kunnat föra tillbaka flera ton material till jorden. I slutänden skulle denna variant kunna frakta människor till och från rymden. Allt arbete med att utveckla en återinträdesfunktion avbröts dock år 2011 på grund av brist på anslag. Istället har ESA visat intresse för Sierra Nevada Corporations rymdfärja Dream Chaser.[2] [3] [4]
- Det fanns planer på att utrusta framtida ATV:er med en extra dockningsport i aktern, denna port skulle stå i förbindelse med den trycksatta delen via en tunnel. Fördelen skulle vara att dockningsporten på ISS som ATV kommer använda inte skulle bli obrukbar under det halvår som ATV är dockad. Dockningsporten i fråga är nämligen den som är bäst lämpad för justering av ISS bana av farkoster med det ryska dockningssystemet.

### Varianter av ATV som övergivits
- Liten kapsel som klarar återinträdet i jordens atmosfär, för att återföra några få kilo material till jorden. Liknande den som används vid några Progressflygningar.
- Möjligheten att skjuta upp ATV med andra raketer än Ariane 5.

## Scenario

### I omloppsbana
När ATV kommit upp i omloppsbana "söker" den automatiskt upp ISS.

### Dockning
Dockningen med ISS sker automatiskt. När som helst under dockningsfasen kan ATV:ns datorer, markkontrollen eller besättningen på ISS, avbryta dockningen och om så behövs få ATV:n att avlägsna sig snabbt från stationen.
Ombord på ATV:n finns en dator kallad MSU (Monitoring and Safety Unit). Den är överordnad de övriga datorerna ombord, denna har till uppgift att övervaka de övriga datorerna och kan bland annat avbryta dockningen och flytta farkosten till ett säkert avstånd från rymdstationen utan inblandning av vare sig andra datorer, markkontrollen eller rymdstationen. Denna dator har byggts och levererats av Saab Space

### Nyttolast
Den last som finns i ATV:s främre del, vilken är trycksatt, lastas ur av besättningen på ISS. Vatten och bränsle som finns i tankar ombord på ATV pumpas in i ISS olika tankar via rörkopplingar i dockningsmekanismen. När man lastat ur ATV:n fyller man den främre delen med skräp och annat man inte längre behöver, detta pågår under några månader. Under den tid som ATV:n är kopplad till stationen är det den som står för den ständigt återkommande och nödvändiga banhöjningen av ISS. För detta var 4 700 kg bränsle dedikerat. Farkosten bar ytterligare 800 kg bränsle till ISS.

### Slutfasen
När man lastat ATV:n full med skräp och bränslet för banjusteringen är slut kopplas ATV automatiskt loss från stationen och brinner slutligen upp i jordens atmosfär.

## Flygningar

### ATV-001 Jules Verne
Den första ATV att flyga heter Jules Verne, uppkallad efter den franske författaren Jules Verne (1828–1905). Uppskjutning skedde den 9 mars 2008.

### ATV-002 Johannes Kepler
Nästa ATV att flyga var ATV-002 Johannes Kepler, uppkallad efter den tyske astronomen Johannes Kepler (1571–1630). Uppskjutningen skedde 16 februari 2011.

### ATV-003 Edoardo Amaldi
Den tredje ATV att flyga hete Edoardo Amaldi, uppkallad efter den italienska fysikern Edoardo Amaldi (1908–1989). Uppskjutningen skedde den 23 mars 2012.

### ATV-004 Albert Einstein
Den fjärde ATV att flyga hete Albert Einstein, uppkallad efter den tyske fysikern Albert Einstein (1879–1955). Uppskjutningen skedde den 5 juni 2013.

### ATV-005 Georges Lemaître
Den femte och sista ATV att flyga hete Georges Lemaître, uppkallad efter den belgiska katolska prästen och astronomen, Georges Lemaître (1894–1966). Uppskjutningen skedde den 29 juli 2014.